# エメリー・ドレイフス型筋ジストロフィー
エメリー・ドレイフス（ドレフュス）型筋ジストロフィー（エメリー・ドレイフスがたきんジストロフィー、英: Emery–Dreifuss muscular dystrophy、略称: EDMD）は、骨格筋など運動に用いられる筋肉が主に影響を受ける疾患であり、心筋も影響を受ける。疾患の名称は、Alan EmeryとFritz E. Dreifussに由来する。

## 徴候と症状
EDMDの症状は10代に始まり、つま先歩き、脊椎強直、顔面の筋力低下、手の筋力低下、下腿の肥大がみられる。他の徴候・症状としては次のようなものがある。
- 筋力低下: EDMDは肩と下肢に影響を与える。
- 心臓病: 心拍数に影響を与える（徐脈、動悸）。
- 筋肉の拘縮: 徐々に進行し、最終的には整形外科的処置（歩行器や杖）が必要になる。

## 遺伝学

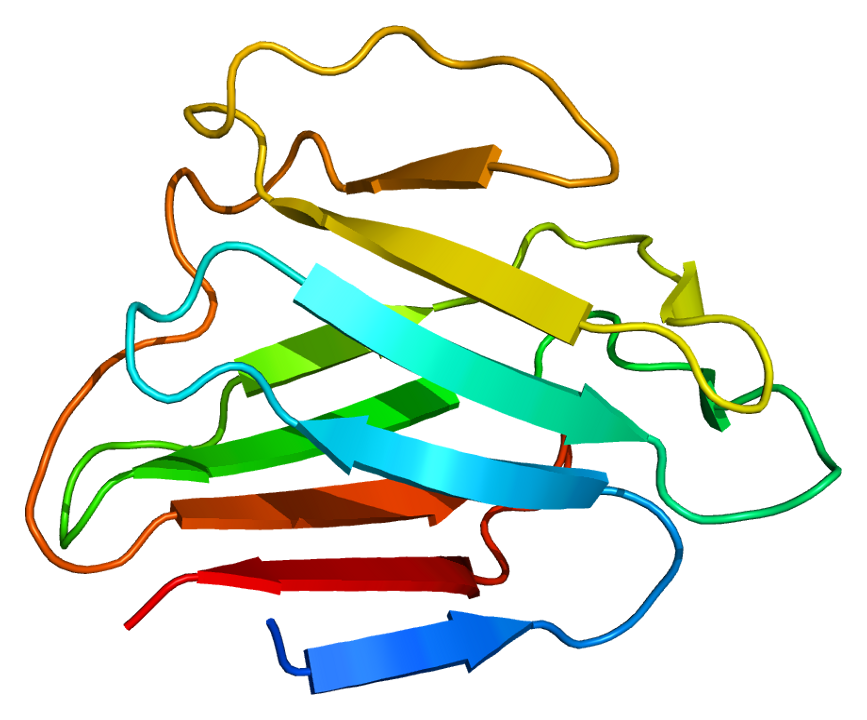
LMNAタンパク質

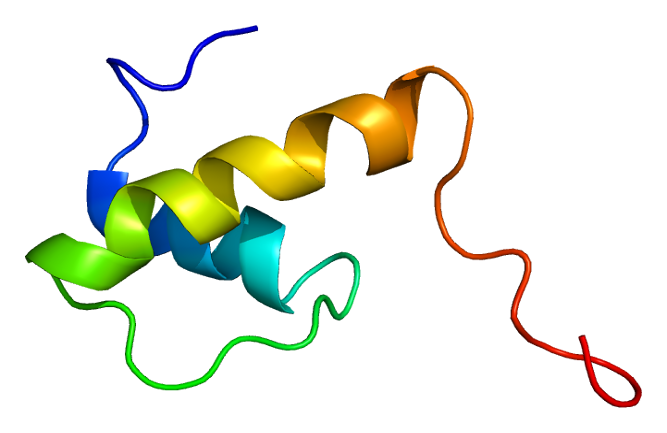
EMDタンパク質

EMD、LMNAや他のいくつかの遺伝子の変異は、さまざまなタイプのEDMDを引き起こす。 EMDとLMNA遺伝子は、細胞内で核を囲む核膜の構成要素となるタンパク質をコードしている。核膜は核内外への分子の移動を調節している。
| タイプ       | OMIM   | 遺伝子 | 説明 |
| ------------ | ------ | ------ | --- |
| EDMD1        | 310300 | EMD    | この遺伝子はエメリンと呼ばれるタンパク質をコードしている。エメリンは核膜の内膜の膜貫通タンパク質であり、骨格筋と心筋の正常な機能に必要不可欠なようである。この疾患を引き起こすEMDの変異の大部分は、機能的なエメリンが全く作られなくなるものである。 |
| EDMD2, EDMD3 | 181350 | LMNA   | この遺伝子は2つの非常に類似したタンパク質、ラミンAとラミンCをコードしている。この疾患を引き起こすLMNAの変異の大部分は、変異型タンパク質の産生を引き起こすものである。                                                                               |
| EDMD4        | 612998 | SYNE1  | 筋細胞で核膜に欠陥がみられる。さらに、30歳前後で小脳性運動失調がみられる。 |
| EDMD5        | 612999 | SYNE2  | 遺伝子中でのトランジション変異によって、T89M置換が生じる。蛍光in situハイブリダイゼーションにより、この遺伝子は14q23に位置することが示されている。                                                                                                  |
| EDMD6        | 300696 | FHL1   | X連鎖型のEDMDであり、遺伝子の変異によってFHL1の発現が低下していることがウェスタンブロットから示されている。変異は遺伝子のエクソン5から8の間に生じている。                                                                                           |
| EDMD7        | 614302 | TMEM43 | ヘテロ接合型変異で症状が出現する。 |

## 診断
EDMDの診断は単一遺伝子検査またはゲノム検査によって確定され、臨床的には次の試験・手法で診断される。
- CTスキャン
- 血清クレアチンキナーゼ
- 心電図
- 心エコー
- 筋電図
- エメリンに対する免疫検出

### 分類
EDMDは遺伝形式によって次のように分類される。
- 常染色体優性型: 心臓病、骨格筋の筋力低下（消耗）、アキレス腱の拘縮が生じる[17]。
- X連鎖型: EMD遺伝子の変異が原因であり、心臓病を伴う[18]。
- 常染色体劣性型: 不整脈などの心臓病が生じる。このタイプのEDMDの発生率は30万人に1人である[19][20]。

## 治療
EDMDの治療（管理）はいくつかの方法で行われるが、疾患の進行に伴う二次性合併症を考慮する必要があり、ある時点で心臓除細動器が必要になる場合がある。他の治療（管理）法としては次のようなものがある。

ACE阻害薬

- 整形外科的処置
- 手術
- 心臓病の観察・治療
  - 投薬（βブロッカー、ACE阻害薬）
- 呼吸装置
- 理学療法

## 関連文献
- Manila, S.; Recan, D.; Sewry, C. A.; Hoeltzenbein, M.; Llense, S.; Leturcq, F.; Deburgrave, N.; Barbot, J.-C. et al. (1998-05-01). “Mutations in Emery–Dreifuss Muscular Dystrophy and their Effects on Emerin Protein Expression” (英語). Human Molecular Genetics 7 (5):  855–864. doi:10.1093/hmg/7.5.855. ISSN 0964-6906. PMID 9536090.
- Ziat, Esma; Bertrand, Anne T. (2015-01-01). “FHL1 protein isoforms in Emery–Dreifuss muscular dystrophy”. Orphanet Journal of Rare Diseases 10 (2):  O18. doi:10.1186/1750-1172-10-S2-O18. ISSN 1750-1172. PMC 4652543.